# Cantó de Clarmont d'Alvèrnia Centre
El cantó de Clarmont d'Alvèrnia Centre és un cantó francès del departament del Puèi Domat, situat al districte de Clarmont d'Alvèrnia. Compta amb part del municipi de Clarmont d'Alvèrnia.

## Municipis
- Clarmont d'Alvèrnia

## Història
| Data d'elecció                           | Identitat        | Partit           | Qualitat |
| ---------------------------------------- | ---------------- | ---------------- | -------- |
| 1964-1982                                | Arsene Boulay    | SFIO, després PS |          |
| 1982-198.                                | Jean-Paul Chapus | UDF-CDS          |          |
| 198.-1994                                | Jacques Mary     | PS               |          |
| 1994-2001                                | Michel Fanget    | UDF-AD           |          |
| 2001-                                    | Patricia Guilhot | PS, després PRG  |          |
| les dades anteriors no són pas conegudes |                  |                  |          |
|                                          |                  |                  |          |

## Demografia
| 1962 | 1968 | 1975 | 1982 | 1990 | 1999   | 2007   |
| ---- | ---- | ---- | ---- | ---- | ------ | ------ |
| -    | -    | -    | -    | -    | 16.674 | 16.732 |